# Show

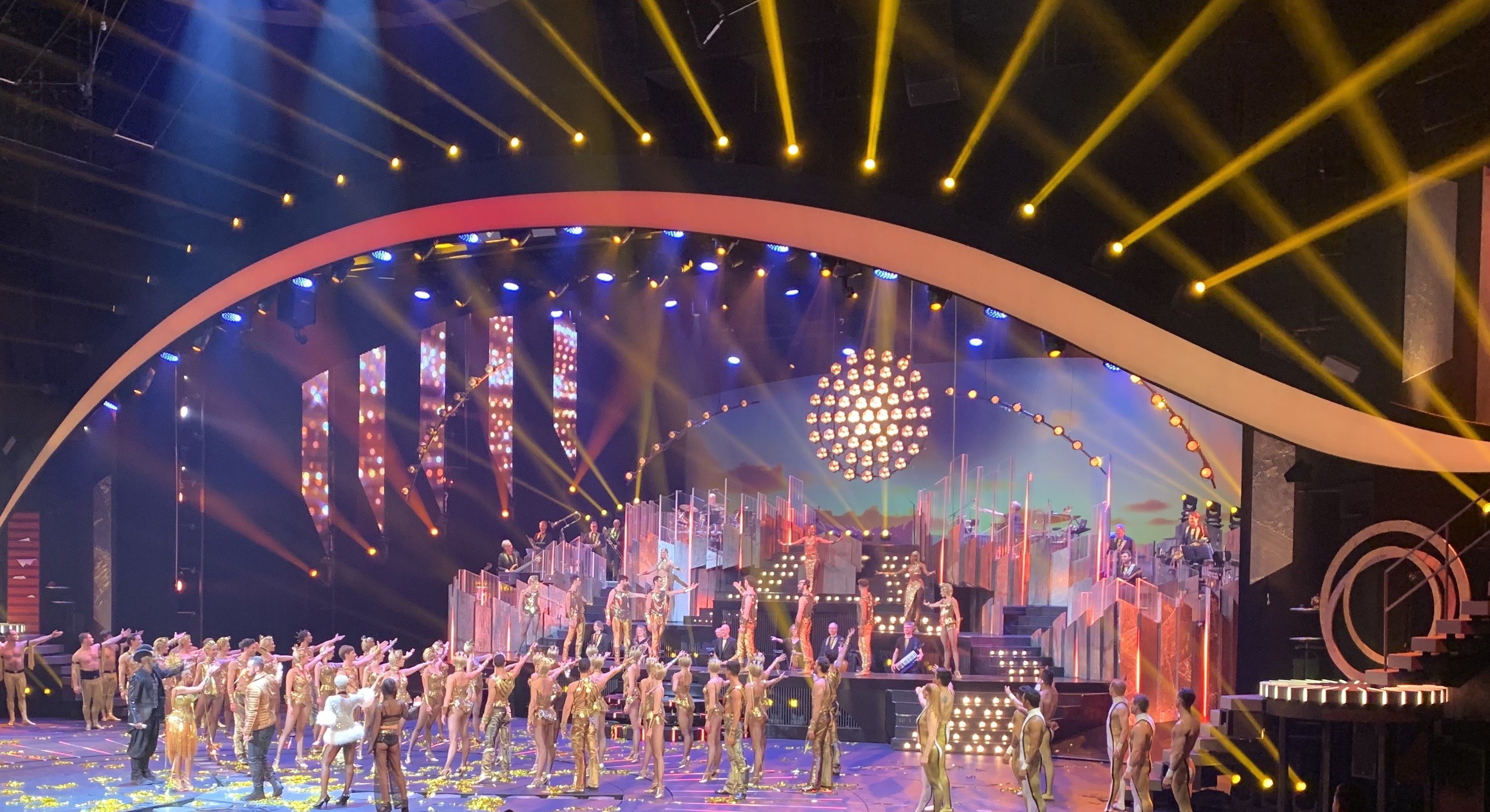
Show „Arise“ im Friedrichstadt-Palast Berlin

Eine Show (von englisch to show, ‚sehen lassen, zeigen‘; deutsch Schau, Darbietung, Vorführung) ist ein Ereignis mit Unterhaltungs-, zum Teil auch mit Informationscharakter, die in der Regel vor Publikum stattfindet.

## Vorkommen
Es gibt vielfältige Arten von Shows. Im weiteren Sinn werden zum Beispiel auch Vorstellungen im Theater, im Zirkus, im Varieté o. ä., aber auch Konzerte, Revuen, Zaubershows und weitere Veranstaltungen als Shows bezeichnet.
Von diesen Shows sind die Shows in Hörfunk (siehe Radioshow) und Fernsehen (siehe Fernsehshow) zu unterscheiden. Auch sie können live übertragen werden, werden jedoch häufig auch als Aufzeichnung gesendet. Präsentiert wird sie von einem Moderator, wenn der Informations- oder Showmaster, wenn der Unterhaltungsanteil überwiegt. Im Fernsehen finden sich beispielsweise Comedyshows, Spielshows, Quizshows, Musikshows etc. Große Bedeutung hatten im deutschen Fernsehen die Samstagabendshows, meist eine Mischung aus Unterhaltungs- und Spielshow mit Musikdarbietungen, Varieté-Acts u. ä., die Samstags abends stattfanden, in der Regel mindestens 90 Minuten dauerten und aufgrund ihres Generationen-verbindenden Charakters hohe Einschaltquoten und deutschlandweite Bekanntheit erlangten.
Abgesehen von der Modenschau wird in der Regel der Anglizismus „Show“ verwendet. Im Englischen hingegen bezeichnet das Wort show allgemeiner jegliche Fernsehsendung (The Simpsons is one of the longest-running shows in history).

## Arten (Auswahl)
Man unterscheidet u. a.:
- Comedyshow/Comedy-Show
- Fernsehshow/Fernseh-Show
  - Samstagabendshow
  - Musikshow
  - Castingshow
  - Gerichtsshow
- Lasershow
- Spielshow (englisch game show); Untertyp: Quizshow

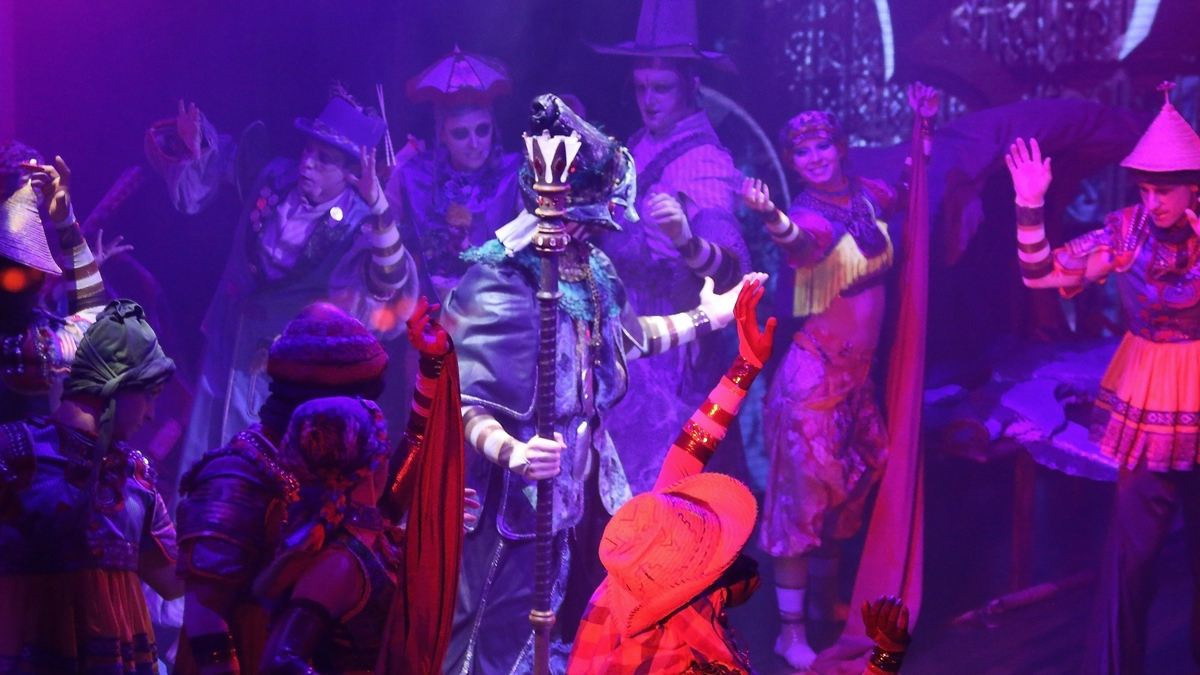
Bühnenshow auf der AIDAsol

- Talkshow; Untertyp: Late Night Show
- Tiershow

Die Begriffe Schau und Show werden auch als Gleichwort (Synonym) für eine Wirtschaftsmesse gebraucht.